# Šuľa
Šuľa (in ungherese Süllye) è un comune della Slovacchia facente parte del distretto di Veľký Krtíš, nella regione di Banská Bystrica.